# In Keeping Secrets of Silent Earth: 3
In Keeping Secrets of Silent Earth: 3 è il secondo album in studio del gruppo musicale statunitense Coheed and Cambria, pubblicato nel 2003 dalla Equal Vision Records.

## Descrizione
Fino ad oggi non è stato ancora pubblicato alcun fumetto che racconti gli eventi accaduti nella terza parte della saga delle Amory Wars, cioè quella che corrisponde ad In Keeping Secrets of Silent Earth: 3. Comunque, il cantante Claudio Sanchez ha dato diversi indizi sulla trama, ed ha pubblicato un piccolo riassunto della trama del capitolo sul sito della Evil Ink Comics: 
Claudio ha dichiarato che la nuova serie delle Amory Wars, illustrata da Gus Vasquez, coprirà gli eventi di In Keeping Secrets of Silent Earth: 3 nella loro interezza.

## Tracce
1. The Ring in Return – 2:07
2. In Keeping Secrets of Silent Earth: 3 – 8:12
3. Cuts Marked in the March of Men – 5:00
4. Three Evils (Embodied in Love and Shadow) – 5:08
5. The Crowing – 6:35
6. Blood Red Summer – 4:05
7. The Velourium Camper I: Faint of Hearts – 5:21
8. The Velourium Camper II: Backend of Forever – 5:22
9. The Velourium Camper III: Al the Killer – 4:15
10. A Favor House Atlantic – 3:54
11. The Light & The Glass – 9:39
12. A Lot of Nothing I – 0:06 – traccia nascosta
13. A Lot of Nothing II – 0:06 – traccia nascosta
14. A Lot of Nothing III – 0:06 – traccia nascosta
15. A Lot of Nothing IV – 0:06 – traccia nascosta
16. A Lot of Nothing V – 0:06 – traccia nascosta
17. A Lot of Nothing VI – 0:06 – traccia nascosta
18. A Lot of Nothing VII – 0:06 – traccia nascosta
19. A Lot of Nothing VIII – 0:06 – traccia nascosta
20. A Lot of Nothing IX – 0:06 – traccia nascosta
21. A Lot of Nothing X – 0:06 – traccia nascosta
22. A Lot of Nothing XI – 0:06 – traccia nascosta
23. 21:13 – 9:46 – traccia nascosta

## Formazione
Gruppo
- Claudio Sanchez – voce, chitarra
- Travis Stever – chitarra
- Michael Todd – basso
- Joshua Eppard – batteria

Altri musicisti
- Danny Louis – tastiera aggiuntiva
- Two-Tone Tony's Pirate – voce aggiuntiva (traccia 2)
- Uncle Birmy's Dirty Foot Choir – coro (tracce 6 e 11)

Produzione
- Michael Birnbaum – produzione
- Chris Bittner – produzione
- Roger Lian – mastering